# Only the Young
Only the Young è il secondo singolo da solista del cantautore Brandon Flowers, frontman dei The Killers.
Prodotto da Stuart Price, il singolo è il secondo estratto dall'album di debutto di Flowers, intitolato Flamingo.

## Tracce
1. Only the Young (radio edit) – 4:02
2. Only the Young (versione album) – 4:19
3. Only the Young (DJ Lynnwood Radio Edit) – 3:31
4. Only the Young (DJ Lynnwood Extended Remix) – 7:20
5. Only the Young (DJ Lynnwood Remix - No Bridge) – 6:43
6. Only the Young (DJ Lynnwood Dubstrumental) – 6:38

## Classifiche
| Classifica (2010) | Posizione massima |
| ----------------- | ----------------- |
| Belgio (Fiandre)  | 40                |
| Belgio (Vallonia) | 29                |
| Paesi Bassi       | 68                |